# Jamie Anderson (golf)
Pour les articles homonymes, voir Jamie Anderson (homonymie) et Anderson.
James « Jamie » Anderson, né le 27 juin 1842 et mort le 16 août 1905, est un golfeur écossais qui a remporté notamment à trois reprises l'Open britannique.
Né à St Andrews (Écosse), Jamie Anderson remporte son premier Open britannique en 1877 à Musselburgh, le second au Prestwick Golf Club en 1878 et le troisième à St Andrews en 1879. Il est l'un des trois golfeurs à avoir remporté ce tournoi à trois reprises consécutivement (avec Bob Ferguson et Peter Thomson), seul Tom Morris, Jr. a fait mieux avec quatre succès consécutifs.
Il meurt à Thronton en 1905.

## Palmarès
- Vainqueur de l'Open britannique : 1877, 1878 et 1879.